# Quetschhülse
Quetschhülsen sind Verbindungsmittel in der Elektrotechnik zur Verbindung von abisolierten Leiterenden durch das Verpressen einer Hülse. Sie können hier anstelle von Klemmen verwendet werden.
Quetschhülsen werden auch von Anglern benutzt, um Schlaufen an Stahlvorfächern anzubringen.
Quetschhülsen sind in der Regel nicht zerstörungsfrei entfernbar.

## Funktionsprinzip

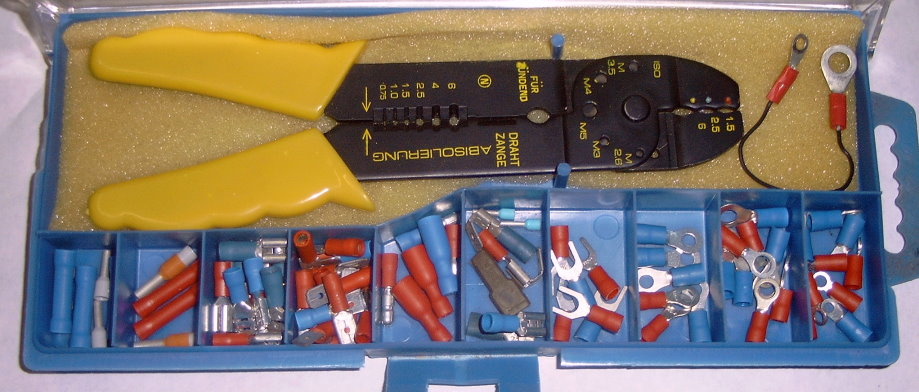
Sortimentskasten mit Quetschzange und verschiedenen Quetschhülsen von links nach rechts: Stoßverbinder (blau/rot), Aderendhülse (grau), Flachstecker und Steckschuhe 6,3 (rot/blau), Kabel(ring)schuhe

Eine Quetschhülse besteht aus einem Stück Metallrohr. In beide Öffnungen werden die zu verbindenden Leiterenden eingeführt und die Quetschhülse danach mit einer Crimpzange zusammengepresst. Durch die mechanische Verformung der Hülse werden die Leiterenden reibschlüssig in dieser gehalten. Dadurch wird der elektrische Kontakt sichergestellt und die Verbindungsstelle meist gleichzeitig nach außen hin isoliert. Durch den Reibschluss kann die Verbindung ein gewisses Maß an Zugkräften aufnehmen. Hierbei ist allerdings zu beachten, dass Zugkräfte in der Elektroinstallation unzulässig sind und daher in jedem Fall vermieden werden müssen.
Um eine gute Verbindung zu ermöglichen, gibt es Quetschhülsen in mehreren Größen. Um eine leichte, optische Unterscheidung der Größen zu ermöglichen, sind diese ebenso wie Kabelschuhe farbcodiert:
- Rot für Querschnitte von 0,5 bis 1,5 mm2
- Blau für Querschnitte von 1,5 bis 2,5 mm2
- Gelb für Querschnitte von 2,5 bis 6 mm2

## Material
Die Verbinder von Quetschkabelschuhen bestehen aus Kupfer oder Messing. Das richtige Material hängt von der Anwendung ab.
Das Isolationsmaterial kann aus verschiedenen Materialien sein, wie PVC, Nylon oder Polyolefin. Das Isolationsmaterial hängt von der Art des benötigten Kabelschuhs ab. PVC wird häufig als Isolationsmaterial verwendet und schützt vor Kurzschlüssen. Nylon als Isolationsmaterial bietet zusätzlichen Schutz (Auszugsfestigkeit), da es zwei Schrumpfungen gibt (einmalig am Draht und einmalig an der Drahtisolierung). Polyolefin als Isoliermaterial sorgt für eine wasser- und feuchtigkeitsdichte Abdichtung. Dieses Isolationsmaterial ist daher ideal für Anwendungen, bei denen Staub und / oder Feuchtigkeit die Verbindung gefährden können.